# Salvador Múgica Buhigas
Salvador Múgica Buhigas (Ribadeo, Lugo, 1881 - ) fue un militar general español, destacado por su participación con los sublevados en julio de 1936 en la ciudad y provincia de León, y también por la represión posterior que emprendió sobre el territorio.

## Biografía
Aunque de origen vasco, la familia de Salvador Múgica se instaló en Ribadeo, localidad lucense en la que nació un 25 de abril de 1881. Ingresó en la Academia de Artillería y fue un militar africanista. Sus servicios en la Guerra de Marruecos le valieron para su ascenso a comandante en 1914. En 1936 se hizo cargo de la Comandancia Militar de Pontevedra. El 14 de septiembre de 1936, por orden de Franco, el general Miguel Cabanellas Ferrer, máxima autoridad de la Junta de Defensa Nacional, ordenó al coronel de infantería Salvador Múgica Buhigas que organizara un servicio secreto. El nuevo SIM (Servicio de Información Militar) se estableció en los números 23-25 de la calle Almirante Bonifaz de Burgos. El 5 de febrero de 1937, es nombrado gobernador militar de León, actuando durante la Guerra Civil con sus fuerzas en el Sur de Asturias. 
Se le confió el mando de la 81 División operando en el frente de Aragón. En 1938 mandó la 19 División que actuó en el frente de Extremadura. Acabada la Guerra Civil, y ya con el grado de general de Brigada, fue nombrado General Jefe de la División número 41. En julio de 1940 fue ascendido a General de División, y el 5 de octubre de 1940 fue nombrado gobernador militar de Barcelona.
En 1945 fue nombrado Capitán General de la Octava Región militar, con sede en La Coruña, cargo que mantuvo hasta 1949, momento en el que pasó a la reserva.
En mayo de 1949 fue nombrado vocal de libre designación ministerial del Consejo del Instituto Nacional de Previsión.